# World Order
World Order (estilizado como WORLD ORDER) es una banda japonesa formada por Genki Sudo tras su retiro de las artes marciales mixtas. La banda es conocida por sus bailes robóticos coreografiados en lugares públicos. A partir de octubre de 2023, el canal de YouTube de World Order tiene más de 222 millones de visitas.[cita requerida]

## Género y estilo
El género musical del grupo se engloba dentro de la música electrónica, cuyas melodías que se unen con sus coreografías que se convierten en parte más importante y en la que el grupo dedica más tiempo, siendo la marca definidora del estilo del grupo. En sus puestas en escena, el grupo aparece siempre uniformado con traje de empresario japonés y posado serio como guiño o burla al estereotipo que se tiene, según ellos, desde Estados Unidos que «todos los japoneses son serios». En sus bailes, recurren al popping y en sus videoclips, utilizan la técnica flashmob para filmarlos en distintos lugares públicos de la geografía japonesa, algunas veces, acompañándose de coreografías multitudinarias, llegando una de ellas a lograr el Récord Guiness de baile de robots más multitudinario en el año 2012 en Tokio.

## Miembros
Miembros Actuales
- Yusuke Morisawa (森澤 祐介)
- Hayato Uchiyama (内山 隼人)
- Akihiro Takahashi (高橋 昭博)
- Ryuta Tomita (富田 竜太)
- Takuro Kakefuda (掛札 拓郎)
- Keisuke Kimura (木村 圭佑)
- Kosuke Shizunaga (静永 紘介)

Miembros Inactivos
- Genki Sudo (須藤 元気)

Miembros Anteriores
- Kiyoyuki Sakiyama (崎山 清之)
- Ryo Noguchi (野口 量)
- Masato Ochiai (落合 将人)
- Takashi Jonishi (上西 隆史)

## Discografía
Su discografía mezcla canciones con letras en japonés y otras en inglés.

### Álbumes
- 2010: World Order
- 2012: 2012
- 2012: Find The Light / Permanent Revolution
- 2014: Have a Nice Day